# Michel Vautrot
Michel Vautrot (Antorpe, 23 ottobre 1945) è un ex arbitro di calcio francese.

## Carriera

### Arbitro
Internazionale dal 1975, Vautrot assurse tra i migliori arbitri della sua generazione: per due volte di seguito (1988 e 1989) venne indicato dall'International Federation of Football History & Statistics come miglior arbitro dell'anno.
Venne impiegato in due edizioni dei mondiali di calcio: a Spagna 1982, gli toccarono due partite, tra cui Italia-Polonia della fase a gironi (0-0), e fu altresì designato come quarto ufficiale nella finale tra Italia e Germania Ovest (3-1), mentre a Italia 1990 diresse la gara inaugurale Argentina-Camerun (0-1), Irlanda-Paesi Bassi (1-1) e la semifinale Italia-Argentina; in quest'ultima gara si fece notare sia per avere concesso ben 8 minuti di recupero nel primo tempo supplementare, sia perché oggetto di polemiche da parte della nazionale italiana per una direzione ritenuta troppo indulgente verso l'irruenza dei giocatori argentini.
Prese parte anche a due edizioni degli europei di calcio: impiegato a Francia 1984, diresse poi la finale di Germania Ovest 1988 tra Unione Sovietica e Paesi Bassi (0-2). Ma già nel 1977 aveva saputo mettersi in evidenza aggiudicandosi la finale del mondiale Under-20, mentre nel 1988 fu designato per la finale della Coppa d'Asia tra Arabia Saudita e Corea del Sud (0-0; 4-3).
A livello di competizioni per club diresse, in rapida successione, l'edizione 1983 della Coppa Intercontinentale tra Amburgo e Grêmio (1-2), la finale di andata della Coppa UEFA 1984-1985 tra Videoton e Real Madrid (0-3), e la finale 1986 di Coppa dei Campioni tra Steaua Bucarest e Barcellona (0-0 dts; 2-0 dcr). Vanta anche la direzione di quattro semifinali di Coppa dei Campioni, nel 1983, 1984, 1987 e 1988, e di una semifinale di Coppa UEFA, nel 1989.
Infine in patria ha diretto cinque finali della Coppa di Francia, nel 1979, 1982, 1983, 1984 e 1987.

#### Controversie
Nel 1984 venne coinvolto in un caso di tentata corruzione relativo alla gara Roma-Dundee Utd, semifinale di ritorno della Coppa dei Campioni vinta 3-0 dalla formazione capitolina, che così ribaltò lo 0-2 subìto in Scozia. Va sottolineato, comunque, che durante la partita non risultarono errori arbitrali a favore dei padroni di casa, che si videro anzi annullare due gol e comminare un'ammonizione al terzino sinistro titolare Aldo Maldera, che costrinse quest'ultimo a saltare per diffida la finale contro il Liverpool.
Nel giugno del 1986 l'allora presidente della Roma, Dino Viola, fu sospeso dalla Commissione disciplinare dell'UEFA per quattro anni; contestualmente, al club fu inizialmente vietato di partecipare alle competizioni confederali per la stagione successiva. Nel mese di luglio dello stesso anno, tuttavia, la giunta d'appello dell'UEFA decise di riammettere la società romana, commutando la precedente sanzione in una multa di 200 000 franchi svizzeri per «responsabilità oggettiva» a carico di un dirigente del club. Nel 1986 Viola e la Roma si costituirono parte civile in giudizio contro l'intermediario Spartaco Landini, ottenendo l'assoluzione e la restituzione dei 100 milioni. Sempre nel 1986, gli stessi soggetti si costituirono parte civile in giudizio contro Landini e l'osservatore calcistico Giampaolo Cominato, i quali vennero condannati a un anno di reclusione per truffa e alla restituzione della summenzionata cifra.
Il caso è tornato alla ribalta a distanza di oltre trent'anni per un'intervista concessa da Riccardo Viola, figlio dell'allora presidente romanista Dino, in cui ammetteva il pagamento dei 100 milioni di lire a Vautrot tramite un intermediario, specificando però «che lo scandalo lo fece uscire Dino Viola per smascherare il colpevole e la "cupola" del calcio». L'intervista, per le modalità e i tempi della diffusione, ha avuto uno strascico di polemiche e precisazioni, in particolare per l'eco suscitata in Francia, dove i cronisti dell'Équipe chiedevano conferme: emerse così che l'intervista era incentrata in realtà sulla storia di Paulo Roberto Falcão, e al termine c'era stato uno scambio di battute sul "caso Vautrot" che poi venne divulgato come un'ammissione di colpevolezza, stralciando i passaggi che illustravano l'intera vicenda sportiva e giudiziaria.

### Dirigente
Dismessi i panni di direttore di gara nel 1990, divenne designatore degli arbitri francesi, carica durata fino al 2004, quando venne sostituito dal collega Marc Batta. Vautrot era infatti entrato in polemica con il presidente degli arbitri francesi, Bernard Saules, e per questo condannato per diffamazione a 150 euro di risarcimento.
Nel 1993 la FIFA gli conferì inoltre il prestigioso FIFA Special Award.
Attualmente è osservatore degli arbitri UEFA.